# Bollywood lässt Alpen glühen
Bollywood lässt Alpen glühen (Alternativtitel: Mach’s nochmal auf Indisch) ist eine österreichisch-deutsche Liebeskomödie aus dem Jahr 2011. Regie führte Holger Haase. Größtenteils wurde in der Obersteiermark gedreht, in Pürgg, in St. Martin am Grimming, Irdning, Bad Mitterndorf und Tauplitz und der ursprüngliche Name lautete …und Bollywood kam in die Berge.
Der Film wurde am 4. Februar 2011 in der ORF Prime Time und am 8. Februar 2011 in der Sat.1 Prime Time gezeigt.

## Handlung
Die Produzentin Franziska arbeitet in Wien beim Film und muss für ein Bollywood-Filmteam den passenden Drehort finden, wobei sie notgedrungen St. Maria, ihr Heimatdorf, von dem sie eigentlich nichts mehr wissen wollte, vorschlägt. Doch so einfach das Filmteam von der Idee zu begeistern war, desto schwieriger dürfte es für Franzi werden, die Bewohner von St. Maria zu überzeugen.
In St. Maria angekommen ist die Stimmung zwischen ihr und ihrem gramerfüllten Vater, dem Bürgermeister, bzw. ihrer Schwester Vroni eindeutig abgekühlt. Sie versucht, ihren Vater zu den Dreharbeiten zu überreden, verspricht gute wirtschaftliche Auswirkungen und schafft es die Leute auf ihre Seite zu ziehen.
Die Dreharbeiten beginnen und schon bald wird eine Trachtengruppe gefragt. Kurz vor dem Auftritt stellt sich heraus, dass der „Kopf“ der Trachtengruppe, Bruno, nicht mitmachen möchte und die anderen nur tanzen, wenn Bruno auch dabei ist. Bruno und Franzi waren einmal das Traumpaar im Dorf, doch Franzi verließ St. Maria und ließ Bruno mit gebrochenem Herzen zurück. Sie schafft es zwar nicht, ihn dazu zu überreden, zu tanzen, doch Brunos witzige holländische Freundin hilft ihr und schließlich steht den Schuhplattlern nichts mehr im Wege. Auch die Dorfbewohner gewöhnen sich langsam an die Inder.
Nur Franzis Schwester Vroni scheint das alles ein Dorn im Auge zu sein und versucht die Dreharbeiten zu stören. Dennoch wird die Stimmung im Dorf immer fröhlicher und schließlich kommt auch wieder einmal die Blaskapelle zusammen, die schon seit Jahren nicht mehr gemeinsam gespielt hat. Bruno tanzt mit seiner Holländerin, Franzi mit dem indischen Fernsehstar und ihr Vater mit der Inderin. Es scheint, dass es sowohl Franzi als auch Bruno einen Stich gibt, als sie sich gegenseitig mit anderen Partnern tanzen sehen, dennoch nützen sie die Situation aus und schmiegen sich an ihre Tanzpartner, um den anderen eifersüchtig zu machen. Amit, der indische Fernsehstar, begleitet Franzi noch nach Hause. Er ist entzückt über den kleinen Ort und stellt sich das Leben hier schön vor. Franzi meint, für ein Kind wäre es das auch, doch sobald man andere – größere – Pläne für sein Leben hat, außer in die Kirche gehen, zu heiraten und Kinder zu kriegen, wäre es das nicht mehr – sie hasse dieses Dorf. Amit meint, dass man sich die Heimat nicht aussuchen könne, und erst wenn man erkenne, dass man sie in seinem Herzen trage, könne man glücklich werden. Franzi erinnert sich daran, wie sie als 18-Jährige St. Maria und Bruno verlassen hat.
Am nächsten Tag muss Franzi Amit die romantische Stille in den Bergen zu zeigen, an der die Liebesszene gedreht werden soll. Amit ist begeistert von der idyllischen Umgebung und verfällt in eine Bollywood-Euphorie, in der er sich in seinen Film hineinversetzt, erklärt, er, der Geheimagent, werde hier seine Liebe finden und schließlich Franzi umgarnt und mit geschlossenen Augen und vorgestreckten Lippen vor ihr steht, was Bruno zufällig aus der Ferne beobachtet. Franzi reagiert nicht auf Amits scheinbaren Kussversuch.
Als im Wirtshaus darüber geredet wird, dass die Inder die Umsätze in die Höhe treiben und dass es doch toll wäre, wenn das mit Franzi und Amit was werden würde, wird es Bruno zu bunt. Als die nächste Szene mit den Schuhplattlern gedreht werden soll, beginnt er eine handfeste Auseinandersetzung mit Amit, die in einer Schlägerei zwischen den Indern und den Steirern endet. Als die Dorfbewohner erfahren, dass Franzi das Dorf nur als Notlösung auswählte und es ihr nicht primär darum gegangen ist, ihrem Heimatort etwas zurückzugeben, sind die Einwohner enttäuscht von ihr. Ihr Vater kommt zu ihr und sie reden. Sie kommen auf die Schlägerei zu sprechen und Franzi bezeichnet Bruno als „Primitivling“, ihr Vater entgegnet jedoch, dass er sie eben liebe, auch sonst frage er jeden Tag nach ihr.
Als Franzi auf dem Weg zu Bruno ist, begegnet sie der erbosten Holländerin, die mit ihrem Koffer abreist und ihr erklärt, dass Bruno „ouf de Berch“ ist und dass sie nicht verstehe, was die Leute immer „ouf de Berch“ wollen. Franzi findet Bruno auf einer Bank vor, setzt sich zu ihm und sie beginnen zu reden. Sie meint, dass ihr Vater ihr erzählt habe, dass Bruno immer nach ihr frage und es kommt zum Kuss zwischen beiden. Auch Franzis Vater küsst an diesem Abend seine Inderin – er ist zum Essen bei ihr eingeladen und bleibt auch die ganze Nacht.
Als Franzis Schwester Vroni keine Semmeln mehr, sondern nur noch Fladenbrot in der Bäckerei kaufen kann, wird es ihr zu bunt, und sie stiehlt zwei Stangen Dynamit aus Brunos Schuppen. Bruno und Franzi erwachen in der Früh und bemerken die offene Schuppentür. Sie finden heraus, dass Vroni dafür verantwortlich ist und ahnen Schlimmes.
Die Inder, die an diesem Tag die Liebesszene in den Bergen drehen wollen, befinden sich schon am Drehort und Franzi und Bruno sind sich sicher, dass Vroni sich ihrer entledigen will. Leider sind sie schon zu spät dran, sodass der einzige Weg einzugreifen über die steile Edelweißwand führt. Mitten auf der Edelweißwand fragt Bruno Franzi, ob sie seine Frau werden möchte – Franzi rutscht kurz ab und meint schließlich, ob sie nicht später darüber reden möchten. Sie kommen noch rechtzeitig und Franzi beschließt, dass sie mit Vroni reden werde. Vroni ist sichtlich aufgeregt, meint, sie habe die Inder doch nur schrecken wollen. Nachdem Franzi ihre Lügen zugibt, versöhnen sich beide. Weinend fällt Vroni ihrer Schwester in die Arme, auf einmal hören sie ein Ticken – das gezündete Dynamit. Sie können es nicht rechtzeitig wegwerfen und es explodiert. Franzi findet Bruno am Boden liegend, von der Druckwelle rückwärts einen kleinen Felsen hinuntergestoßen und ist verzweifelt. Doch auch er ist bei gutem Zustand, meint, er habe von den Filmleuten gelernt, dass Effekte wichtig sind und fragt Franzi abermals, ob sie ihn heiraten möchte. Sie sagt ja, unter der Bedingung unter der Woche in der Stadt zu leben.
Der Film endet damit, dass Franzis Vorgesetzter aus Wien nach St. Maria kommt und wieder einmal eine Tanzszene mit Indischer Musik und der Trachtengruppe als Background gedreht werden soll. Diese weigern sich jedoch – sie würden nur mit Heimatmusik tanzen. Franzis Vorgesetzter meint, sie müsse ihre Leute doch im Griff haben und mit solchen könne man nicht kooperieren. Franzi meint, dass man das sehr wohl könne, mann müsse sich nur auf sie einlassen. Es beginnt ein Remix bestehend aus Teilen Volksmusik und Teilen Indischer Musik – ein voller Erfolg, der auch die Schlussszene des Filmes darstellt.

## Kritiken
„Nahezu alles Positive hat der Film jedoch Hauptdarstellerin Alexandra Neldel und ihrer größtenteils hervorragend ausgearbeiteten Rolle zu verdanken. Neldel trägt den Film nahezu allein. Jeder Blick von ihr ist durchdacht, jede Bewegung sitzt. Wenn sie weint, geht einem das nahe. Neldels Figur sagt vor allem im zweiten Akt sehr viel Wahres über die Themen Heimat und Landleben und inszeniert die Enge, die ihren Charakter einschnürt, äußerst treffend („Die Luft hier ist super. Aber du kannst nicht atmen.“). Doch im letzten Drittel des Films siegen leider der Kitsch, die Trivialität und der Unsinn, auch wenn Plot wie Inszenierung bis dahin erstaunlich gut ausfallen. Man sieht der aufwändigen Produktion an, dass hier nicht an allen Ecken und Enden gespart wurde. Vor allem nicht am Schauspielerensemble, das nahezu vollkommen überzeugt.“

„Auf so eine Idee muss man erst mal kommen: Bollywood, Heimat- und Bergfilm, Komödie und Romanze in einen einzigen Film zu packen. Das Bemerkenswerteste aber ist: Das Ganze funktioniert auch noch. „Bollywood lässt Alpen glühen“ macht Riesenspaß. Allerdings muss man als Zuschauer einige Voraussetzungen dafür mitbringen: das Faible für Kitsch und Klamauk, für Party und Popkultur, für Trachten und Trash, für Schuhplattler und Schwarzeneggers Heimat. Diese Sat-1-Komödie ist ein Film, bei dem man das Denken getrost vergessen kann. Einfach rein in die Ösi-Indi-Klischees – und nicht ernsthaft eine Kultur-Clash-Komödie erwarten! Um die Versöhnung mit der Familie, mit dem Ort, an dem man aufgewachsen ist, kreist „die Moral“ der Geschichte. Die Liebe beschreibt den Gipfel dieser Selbstfindung. Und der Bollywood-Zauber ist nicht mehr als eine Hintergrundfolie.“

„Ganz vorn bei den Argumenten für den Film steht – wie kann es anders sein – Alexandra Neldel. Ein solcher Film benötigt eine 100%ige Sympathiefigur, eine frische, ansehnliche Maid, die nicht nur den Mannsbildern den Kopf verdreht. Ob in knackigen Seppelhosen, im Holzfällerhemd oder mit Rosenresli-Frisur – sie hält das Handlungschaos zusammen. Ebenso überzeugend an ihrer schönen Seite: Andreas Kiendl, eine Art Belmondo der Berge, und Wolfram Berger, einer der großen österreichischen Charakterköpfe, der mit ein, zwei starken Szenen nachhaltige Melodram-Momente zaubert. Aber seine Beichte, die ihm Pfarrer Michael Kessler von Scheißhäusel zu Scheißhäusel abnimmt: die hat auch was!“

„Unterhaltsame Culture-Clash-Komödie, in der indische (Tanz-)Kultur auf alpenländische Traditionen trifft.“